# Elen Smile
Олена Валеріївна Поліщук, відома як Elen Smile — українська співачка, авторка пісень, актриса та комедійна акторка. Переможниця київського конкурсу талантів «Music Visual Awards» (Гран-прі), учасниця шоу "Україна має талант" та різноманітних телевізійних проектів, акторка в багатьох серіалах вітчизняного виробництва. 

## Життєпис
Народилася 11 січня 1988 року у місті Вінниця, Україна. Мріяла стати співачкою з самого дитинства. Здобула освіту фінансиста у Вінницькому технічному коледжі (2005—2008). Пізніше навчалася на перекладача англійської мови у Київському національному лінгвістичному університеті (2010—2016). У студентські роки почала співати у караоке-барах та ресторанах.

## Кар'єра

### 2021—2024
У 2021 році написала пісню під назвою «Україна-кокаїна», яка принесла їй перемогу в київському конкурсі талантів «Music Visual Awards». Ця пісня отримала Гран-прі та стала важливою точкою в її кар'єрі.
Того ж року Elen Smile взяла участь в 10-му сезоні шоу «Україна має талант» на телеканалі СТБ. Її виступ із піснею «Україна-кокаїна» викликав скандал з суддею Сергієм Притулою, втім співачка стала ще більше впізнаваною.
Також Elen Smile брала участь у стендапах та в різних телевізійних та YouTube-проектах. Зокрема, «Я везу тобі красу» (телеканал «Україна», 2021), «Корисна програма» (телеканал «Інтер», 2021), «Ранок з Україною» (телеканал «Україна», 2021), «Головна тема» (телеканал «Україна», 2021), «П'ятий зайвий». На шоу «Богиня шопінгу» (телеканал «ТЕТ», 2021) випередила своїх конкуренток та привезла титул у Вінницю. Зіграла ролі у фільмі «Найкращі вихідні» (Film.UA, 2022) та серіалах «Різниця у віці» (20-21 серії) (Телеканал «1+1», 2021), «Пікнік» (Телеканал «СТБ», 2021), «Дієта № 0» (Телеканал «1+1», 2022).
Також знімалася в різноманітній рекламі та в музичних кліпах. Зокрема, у кліпі Олега Кензова «Ой, как хорошо» (2021), у кліпі співачки Alice Change «бжвлн» (2021) та в музичному відео пуерториканського репера Bad Bunny «NO ME QUIERO CASAR» (2023).
У 2023 році презентувала патріотичний відеокліп на пісню «Вірю у майбутнє», а також ремікс на цю пісню за участі саундпродюсерів Yaroslav Tretiak та Anton FreeON. У 2024 році вийшли у світ кліпи на треки «Runaway» та «Dubai», що згенерований за допомогою штучного інтелекту.

## Дискографія

### Сингли
- 2021 — Україна-кокаїна
- 2021 — Сестра[29]
- 2021 — Віра у майбутнє[30]
- 2023 — Віра у майбутнє (Yaroslav Tretiak Remix)[31]
- 2023 — Віра у майбутнє (Anton FreeON Remix)[32]
- 2024 - Runaway[33]
- 2024 - Dubai[34]

### Кліпи
- 2021 — Україна-кокаїна[35]
- 2021 — Віра у майбутнє[36]
- 2023 — Віра у майбутнє (Yaroslav Tretiak Remix)[25]
- 2023 — Віра у майбутнє (Anton FreeON Remix)[26]
- 2024 - Runaway[27]
- 2024 - Dibai[28]